# Daniel Neal

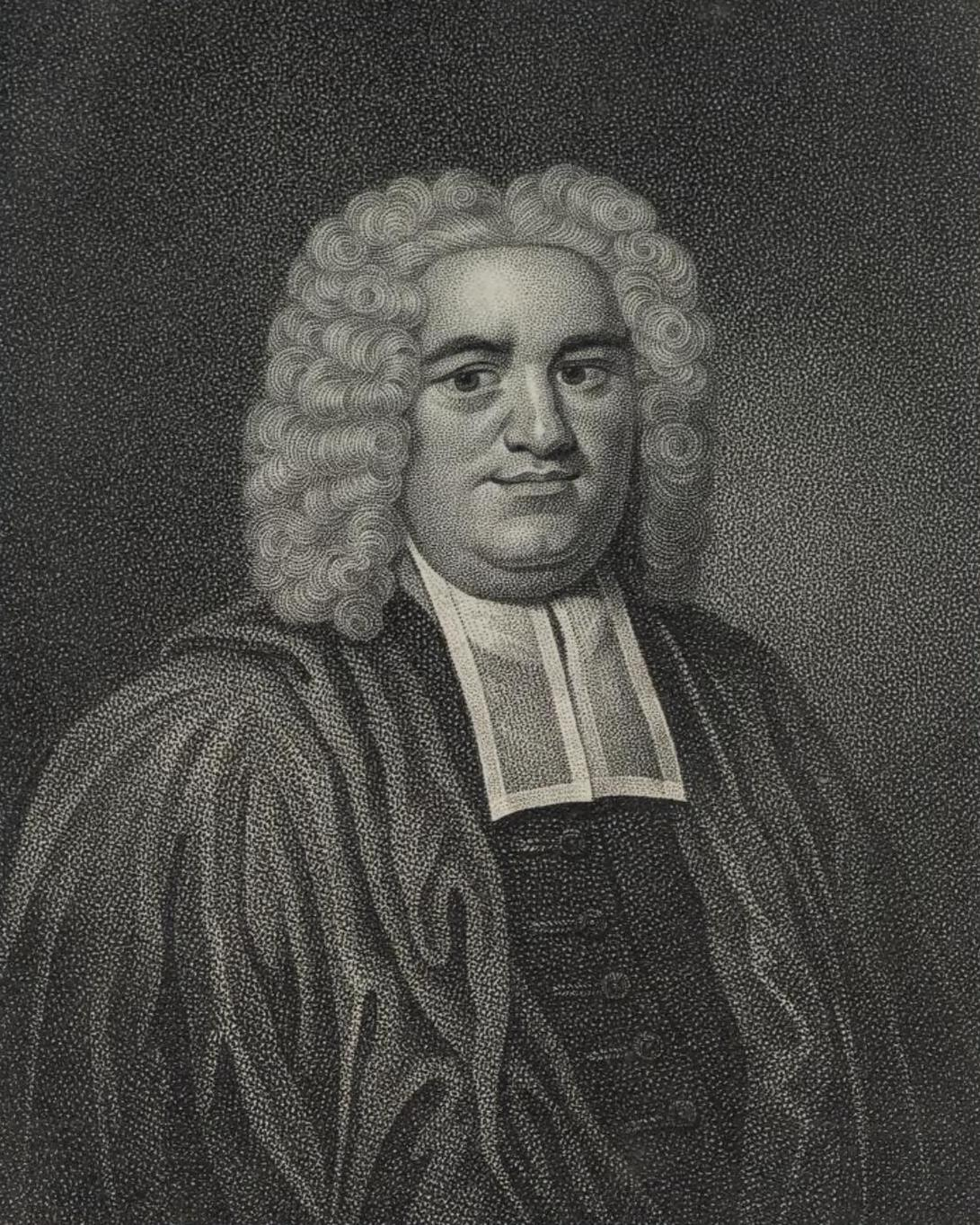
Daniel Neal
von Ignatius Jos van den Berghe, 1794

Daniel Neal (geboren am 14. Dezember 1678 in London; gestorben am 4. April 1743 ebenda) war ein englischer reformierter Geistlicher und Kirchenhistoriker. Er ist besonders bekannt für seine mehrbändige Geschichte des Puritanismus (erschienen 1732–1738).

## Leben und Werk
Neals Eltern starben, als er noch ein Kind war, er wuchs zunächst unter der Obhut eines Onkels mütterlicherseits auf. Ab September 1686 besuchte er die Merchant Taylors’ School und zeichnete sich dort als Klassenbester aus. Das Angebot, als Stipendiat am St John’s College (Oxford) zu studieren, schlug er aus, und entschied sich stattdessen für eine Laufbahn als Geistlicher in der reformierten Konfession (Dissenter). Ab etwa 1696 bereitete er sich bei Thomas Rowe in Little Britain auf das Pfarramt vor. Angeblich soll er schon zu dieser Zeit die Aufmerksamkeit König Williams III. auf sich gezogen haben und soll das Privileg genossen haben, den Kensington Palace durch einen Seiteneingang zu betreten, um nicht die strengen Einlasskontrollen über sich ergehen lassen zu müssen. 1699 ging er nach Holland und studierte zwei Jahre in Utrecht unter D’Uries, Johann Georg Graevius und Pieter Burman dem Älteren, anschließend ein Jahr in Leiden. Zu seinen englischen Kommilitonen zählten hier Martin Tomkins und Nathaniel Lardner. 1703 kehrte er nach England zurück und begann im folgenden Jahr als Hilfspastor von John Singleton in einer Gemeinde in der Londoner Aldersgate Street seine Laufbahn im Pfarramt. Nach Singletons Tod wurde er von der Gemeinde zu seinem Nachfolger gewählt und am 4. Juli 1706 in der Loriner's Hall ordiniert. Bald wuchs seine Gemeinde so stark an, dass sie in ein größeres Gebetshaus in der Jewin Street umzog, wo er bis zum Ende seiner Laufbahn predigen sollte. Am 22. Juni 1708 heiratete Neal in der Kirche St Katharine’s by the Tower Elizabeth Lardner, die Schwester Nathaniel Lardners. Sie hatten zwei Töchter und einen Sohn.
Die Zeit, die ihm neben den Predigten und Seelsorgepflichten blieb, steckte er in kirchengeschichtliche Studien. 1720 veröffentlichte er sein erstes Werk, die History of New England. Sie wurde insbesondere im puritanisch geprägten Neuengland sehr wohlwollend aufgenommen und brachte ihm schon 1721 einen Ehrenmagistertitel der Harvard University ein. 1722 griff er mit dem Traktat A Narrative of the Method and Success of Inoculating the Small Pox in New England in die von Mary Wortley Montagu angestoßene Debatte um die Pockenimpfung ein und verwies darin auf die Erfolge der unter Benjamin Colman durchgeführten Impfkampagne in Neuengland. Die Impfung wurde von Ärzten und Pfarrern aller Konfessionen mehrheitlich abgelehnt; Neal scheute deswegen die theologische Auseinandersetzung und machte in seiner Einleitung vielmehr deutlich, dass er hier nur als Historiker einen Beitrag zur Beantwortung der Frage leisten wolle, ob die Impfung praktikabel und nützlich sei. Das Traktat erregte auch das Interesse von Prinzessin Caroline von Brandenburg-Ansbach, die ihn zu einem Gespräch über die Lage der nonkonformistischen Kirchen in England einlud, zu dem sich auch ihr Gemahl Georg August einfand, Prince of Wales und ab 1727 als George II. König von Großbritannien und Irland.
1732 erschien der erste Band seiner History of the Puritans, einer auf mehrere Bände angelegten Geschichte des Puritanismus. Es sollte ursprünglich eine Ergänzung und Fortführung eines zuvor begonnenen Geschichtswerks von John Evans sein, der die Geschichte der nonkonformistischen Kirchen von der Reformation bis zum Jahr 1640 in Angriff genommen hatte. Evans starb jedoch 1730 vor der Fertigstellung seines Werkes, so dass sich Neal angehalten sah, aufbauend auf Evans’ Vorarbeiten auch diese Epoche selbst darzustellen. Ein zweiter Band erschien 1733, ein dritter 1736, ein vierter 1738. Das Werk deckte nun die Jahre bis zum Erlass der Toleranzakte 1698 ab. Neal plante noch mindestens einen fünften Band, doch verhinderte seine zunehmend schwache Konstitution eine Fortführung seiner Studien. In reformierten Kreisen wurde Neals Werk sehr wohlwollend aufgenommen, doch musste er sich harscher Kritik von Vertretern der anglikanischen Amtskirche erwehren. Isaac Maddox veröffentlichte 1733 das Traktat A Vindication of the Doctrine, Discipline, and Worship of the Church of England, established in the Reign of Queen Elizabeth, from the Injurious Reflections of Mr. Neal’s first Volume of the History of the Puritans, um gegen falsche, ungenaue oder parteiische Darstellungen im ersten Band von Neals History zu protestieren. Neal beantwortete die Herausforderung seinerseits mit der Verteidigungsschrift A Review of the Principal Facts objected to in the first Volume of the History of the Puritans. Der zweite, dritte und vierte Band wurden seitens der Amtskirche mit drei vernichtenden Rezensionen (1736, 1737, 1739) aus der Feder von Zachary Grey erwidert. Es ist wahrscheinlich, dass Neal auch hier eine Verteidigung plante, doch hielten ihn seine gesundheitlichen Probleme wohl davon ab. Er starb am 4. April 1743 in London und wurde in Bunhill Fields begraben.
Seine History of the Puritans erschien in den folgenden Jahrzehnten in England und Amerika in mehreren Neuauflagen und blieb bis weit ins 19. Jahrhundert hinein ein Standardwerk für sein Fach. Eine Quarto-Ausgabe von 1754 ist mit einem Porträt Neals im Frontispiz versehen. Hervorzuheben ist weiter die fünfbändige, von Joshua Toulmin bearbeitete Ausgabe aus dem Jahr 1797. Eine niederländische Übersetzung erschien 1752 in Rotterdam, auf Deutsch erschien 1754 in Halle eine Übersetzung des ersten Bandes, versehen mit einer Vorrede von Siegmund Jakob Baumgarten.

## Schriften
Kirchengeschichtliche Werke
- The history of New-England, containing an impartial account of the civil and ecclesiastical affairs of the country to the year of Our Lord, 1700. To which is added the present state of New-England, with a new and accurate map of the country and an Appendix containing their Present Charter, their Ecclesiastical Discipline and their Municipal-Laws. In two volumes. Printed for J. Clark, at the Bible & Crown in the Poultry, R. Ford, at the Angel in the Poultry, and R. Cruttenden, at the Bible and Three Crowns in Cheapside, London 1720.
- The history of the Puritans or Protestant non-conformists: from the Reformation to the Act of Toleration in 1689 with an account of their principles; their attempts for a further reformation in the Church; their sufferings; and the lives and characters of their principal divines. Printed for Richard Hett, London 1732–1738. (4 Bände)

Predigten und Traktate
- A Letter to the Reverend Dr F. Hare … occasion'd by his Reflexions on the Dissenters, in his late visitation sermon and postscript. Printed for John Clark, London 1720.
- The Christian’s duty and interest in a time of publick danger: a sermon preach'd at the Reverend Mr. Jenning’s meeting-place in Wapping, on Friday, October 27, 1721 ; being a time of solemn prayer on account of the plague. Printed for John Clark, London 1721.
- A narrative of the method and success of inoculating the small-pox in New England By Mr. Benj. Colman. With a reply to the objections made against it from principles of conscience. In a letter from a minister at Boston. To which is now prefixed, an historical introduction. Printed by George Grierson, at the Two Bibles in Essex-Street, Dublin 1722.
- A Sermon [on Ps. xciv. 16] preach'd to the Societies for the Reformation of Manners, at Salters-Hall; on Monday June 25. 1722. By Daniel Neal, M.A. Publish'd at their Request. Printed for Eman. Matthews at the Bible in Pater-Noster Row, London 1722.
- The method of education, in the charity schools of protestant dissenters: With the Advantages that arise to the Publick from them. A Sermon Preach'd for the Benefit of the Charity-School in Gravel-Lane, Southwark. January 1st, 1723. Publish'd at the Request of the Managers, By Daniel Neal, M.A. Printed for John Clark, at the Bible and Crown in the Poultry near Cheapside, London 1723.
- A funeral sermon occasioned by the much lamented death of the late Reverend Mr. Matthew Clarke: who departed this life, March 27. 1726. an. tat. LXII. By Daniel Neal, A.M. Printed for John Clark and Richard Hett, and Samuel Chandler, London 1726.
- Of sorrowing for them who sleep in Jesus. A sermon occasion'd by the death of Mrs. Anne Phillibrowne, who departed this life, Febr. 1. 1726/7. in the 43d year of her age. By Daniel Neal, A. M... Printed for John Clark and Richard Hett, London 1727.
- The duty of praying for ministers, and for the success of their ministry. A sermon preached at the separation of Mr. Richard Rawlin, to the Pastoral office in the church at Fetter-Lane, June 24, 1730. By Daniel Neal, M.A. Printed for Richard Hett, London 1730.
- A letter from a dissenter to the author of the Craftsman: occasioned by his paper of the 27th of October last. Printed for J. Peele, London 1733.
- A Review of the principal facts objected to the first volume of the History of the Puritans, by the author of the Vindication of the government, doctrine and worship, of the Church of England, established in the reign of Queen Elizabeth [Z. Grey]. Printed for Richard Hett, London 1734.
- The supremacy of St. Peter and the bishops of Rome his successors: consider'd in a sermon preached at Salters-Hall, January 23, 1734-5. By Daniel Neal, M.A. Printed for R. Hett, at the Bible and Crown in the Poultry, London 1735.

Ins Deutsche übersetzte Werke
- Ausführliche Nachricht von der Beschaffenheit und Success des Blatter-Beltzens in Neu-Engelland beschrieben von Benjamin Colmann, Predigern zu Boston, nebst einem Schreiben eines anderen Predigers daselbst in welchem die darwieder gemachten Gewissens-Scrupel beantwortet werden. Vor kurzem in London publiciret und mit einer historischen Einleitung erläutert durch Daniel Neal. Nunmehro aber zu mehrerer Bekräfftigung der ehemahls davon edirten Schrifft aus dem Englischen übersetzet von Abraham Vater. Bey der Gerdesischen Wittwe, Wittenberg 1723. 11456825 im VD 18.
- Daniel Neals Geschichte der Puritaner oder protestantischen Nonconformisten nebst einer Nachricht von ihren Lehren, Versuchen der Kirchenverbesserung, ihrem Leiden und dem Leben und Character ihrer vornemsten Gottesgelehrten / 1 : Erster Theil von ihrem Ursprung bis an den Tod der Königin Elisabet 1602. Mit einer Vorrede von Siegmund Jakob Baumgarten. Gedruckt bei Johann Justinus Gebauer, Halle 1754. 15307409 im VD 18.